# 신집
《신집》(新集)은 고구려의 영양왕 11년(600년)에 태학박사(太學博士) 이문진(李文眞)이 펴낸 고구려의 역사서이다.
이미 100권으로 되어있던 《유기(留記)》를 간추려 5권으로 요약하여 펴냈다고 하나, 현전하지 않는다.

## 같이 보기
- 유기 (역사서)
- 삼국사기